# Unió de túnel

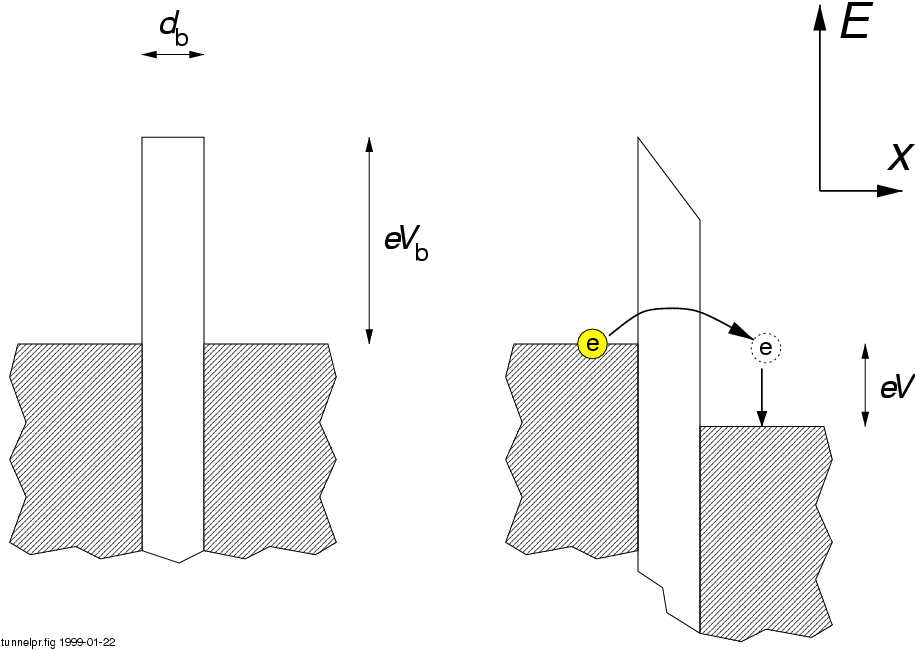
Representació esquemàtica d'un túnel d'electrons a través d'una barrera.

En electrònica/espintrònica, una unió de túnel és una barrera, com una capa aïllant prima o potencial elèctric, entre dos materials conductors elèctricament. Els electrons (o quasipartícules) travessen la barrera pel procés de túnel quàntic. Clàssicament, l'electró té zero probabilitat de passar per la barrera. Tanmateix, segons la mecànica quàntica, l'electró té una amplitud d'ona diferent de zero a la barrera i, per tant, té certa probabilitat de passar per la barrera. Les unions de túnels serveixen per a diferents finalitats.

## Cèl·lula fotovoltaica multiunió
A les cèl·lules fotovoltaiques multiunió, les unions de túnel formen les connexions entre les unions pn consecutives. Funcionen com un contacte elèctric òhmic al mig d'un dispositiu semiconductor.

## Unió túnel magnètic
A les unions de túnels magnètics, els electrons es fan un túnel a través d'una fina barrera aïllant d'un material magnètic a un altre. Això pot servir com a base per a un detector magnètic.

## Unió túnel superconductor
En les unions de túnels superconductors, dos elèctrodes superconductors estan separats per una barrera no superconductora. Les parelles de Cooper porten el supercorrent a través de la barrera mitjançant el túnel quàntic, un fenomen conegut com a efecte Josephson. Aquesta configuració pot constituir la base per a magnetòmetres extremadament sensibles, coneguts com SQUID, així com per a molts altres dispositius.

## Díode túnel
En els díodes de túnel, un díode permet el túnel d'electrons per a determinades tensions. Això els permet utilitzar-los per generar senyals d'alta freqüència.

## Microscopi de túnel d'escaneig
En la microscòpia de túnel d'escaneig (STM), la punta/aire/substrat (metall-aïllant-metall) es pot veure com una unió de túnel.